# Funabori (metropolitana di Tokyo)
La stazione di Funabori (船堀駅?, Funabori-eki) è una stazione della metropolitana di Tokyo che si trova a Edogawa. La stazione è servita dalla linea Shinjuku della Toei.

## Struttura
La stazione è dotata di due marciapiedi laterali con due binari centrali. La stazione è realizzata su viadotto.
| 1 | Linea Shinjuku | per Bakuro-yokoyama, Shinjuku, Sasazuka,e Hashimoto |
| 2 | Linea Shinjuku | per Motoyawata                                      |

## Stazioni adiacenti
| «              | Servizio       | »              |
| Linea Shinjuku | Linea Shinjuku | Linea Shinjuku |
| -------------- | -------------- | -------------- |
| Higashi-ōjima  | Locale         | Ichinoe        |
| Ōjima          | Espresso       | Motoyawata     |